# Mesud Pezer
Mesud Pezer (* 27. August 1994 in Zenica) ist ein bosnischer Kugelstoßer, der gelegentlich auch im Diskuswurf an den Start geht. Aktuell ist er Inhaber des Landesrekordes im Kugelstoßen.

## Sportliche Laufbahn
Erste internationale Erfahrungen sammelte Mesud Pezer bei den Jugendweltmeisterschaften 2011 nahe Lille, bei denen er mit 19,79 m den sechsten Platz belegte. Anschließend gewann er beim Europäischen Olympischen Jugendfestival in Trabzon mit 19,13 m die Bronzemedaille und belegte im Diskuswurf mit 53,90 m Rang sechs. Im Jahr darauf wurde er bei den Juniorenweltmeisterschaften in Barcelona mit 19,83 m Fünfter. 2013 siegte er dann mit 20,44 m bei den Junioreneuropameisterschaften in Rieti und zwei Jahre später klassierte er sich bei den Leichtathletik-U23-Europameisterschaften 2015 in Tallinn mit 18,98 m auf Rang vier. 2016 wurde er bei den Europameisterschaften in Amsterdam mit 19,49 m Zwölfter und qualifizierte sich auch für die Olympischen Spiele in Rio de Janeiro, bei denen er mit 19,55 m in der Qualifikation ausschied.
2017 gelangte er bei den Halleneuropameisterschaften in Belgrad mit 20,37 m auf den siebten Platz und konnte sich bei den Weltmeisterschaften in London mit 19,88 m nicht für das Finale qualifizieren. 2018 wurde er bei den Hallenweltmeisterschaften in Birmingham mit 21,15 m Fünfter und gewann bei den Mittelmeerspielen in Tarragona mit 19,82 m die Bronzemedaille hinter seinem Landsmann Hamza Alić und Stipe Žunić aus Kroatien. Anschließend gelangte er bei den Europameisterschaften in Berlin mit 19,91 m erneut auf Platz zwölf. 2019 gelangte er bei den Halleneuropameisterschaften in Glasgow mit 20,69 m auf den sechsten Platz und im Oktober schied er bei den Weltmeisterschaften in Doha mit 20,17 m in der Qualifikation aus. 2020 siegte er bei den Balkan-Hallenmeisterschaften in Istanbul mit einem Stoß auf 20,75 m und im Jahr darauf gewann er bei den Balkan-Hallenmeisterschaften ebendort mit 20,07 m die Silbermedaille. Kurz darauf wurde er bei den Halleneuropameisterschaften in Toruń mit 19,77 m Achter. Im August startete er bei den Olympischen Spielen in Tokio und klassierte sich dort mit 20,08 m im Finale auf dem elften Platz.
2022 belegte er bei den Hallenweltmeisterschaften in Belgrad mit 20,94 m den achten Platz und Ende Juni wurde er bei den Mittelmeerspielen in Oran mit 20,23 m Vierter. Im Jahr darauf gelangte er bei den Halleneuropameisterschaften in Istanbul mit 19,94 m auf den siebten Platz. Im Juni wurde er bei der 3. Liga der Team-Europameisterschaft im Zuge der Europaspiele in Chorzów mit 20,25 m Zweiter, ehe bei den Balkan-Meisterschaften in Kraljevo mit 20,55 m die Goldmedaille gewann. Daraufhin schied er bei den Weltmeisterschaften in Budapest mit 19,86 m in der Qualifikationsrunde aus. 2024 siegte er mit 20,75 m bei den Balkan-Hallenmeisterschaften in Istanbul und anschließend gelangte er bei den Hallenweltmeisterschaften in Glasgow mit 20,41 m auf Rang neun. Im Juni belegte er bei den Europameisterschaften in Rom mit 19,92 m den neunten Platz. Anschließend verpasste er bei den Olympischen Sommerspielen in Paris mit 19,03 m den Finaleinzug. Im Jahr darauf gewann er bei den Balkan-Hallenmeisterschaften in Belgrad mit 19,79 m die Bronzemedaille hinter dem Rumänen Andrei Toader un Armin Sinančević aus Serbien. Ende Juni wurde er bei der 3. Liga der Team-Europameisterschaft in Maribor mit 19,14 m Zweiter hinter dem Georgier Giorgi Mudscharidse, ehe er bei den Balkan-Meisterschaften in Volos mit 19,69 m den vierten Platz belegte.
In den Jahren 2013 und 2019 wurde Pezer bosnischer Meister im Diskuswurf sowie 2019 und von 2021 bis 2025 im Kugelstoßen. Zudem wurde er 2021 Hallenmeister im Kugelstoßen.

## Persönliche Bestweiten
- Kugelstoßen: 21,48 m,13. August 2019 in Växjö (bosnischer Rekord)
- Diskuswurf: 59,42 m, 12. April 2018 in Chula Vista